# Heroes of Might and Magic VI
Heroes of Might and Magic VI (förkortat Heroes VI eller HoMM6) är ett datorspel i spelserien Heroes of Might and Magic. Spelet utvecklades av Black Hole Entertainment och distribueras av Ubisoft och släpptes den 13 oktober 2011.

## Handling
Handlingen i Heroes of Might and Magic VI utspelar sig i den fiktiva världen Ashan, samma värld som handlingen i Heroes of Might and Magic V, men är förlagt till cirka 400 år före det att hädelserna i Heroes of Might and Magic V utspelar sig.
Spelet handlar om fem syskon, barnen till hertigen av Griffindynastin, som blir inblandade i ett krig mellan Ashans änglar och de ansiktslösa, de mörka varelser som sedan länge är änglarnas fiender. De fem syskonen väljer olika inriktningar och allierar sig med olika sidor i konflikten, och var och en av de fem syskonens historia representerar en kampanj i spelet som spelaren kan välja att spela, efter en gemensam introduktionskampanj. Spelet har ett inslag av rollspel, som många andra Heroes of Might and Magic-spel, så det är spelarens val under spelets gång som avgör vilket slut spelet får.

## Spelupplägg
I spelet kontrollerar spelaren hjältar som leder arméer bestående av olika sorters varelser, som till exempel skelett, drakar eller änglar. Striderna i spelet spelas på en separat så kallad stridskarta, en fyrkantig spelplan uppbyggd av mindre fyrkantiga rutor. De flesta varelser fyller en ruta men vissa fyller fyra. Varelser av samma slag kan placeras i samma grupp och visas då som en varelse med en siffra som visar antalet bredvid. Varje armé leds av en hjälte som kan attackera och använda magi, men som inte kan anfallas direkt, dock anses en hjälte vara besegrad om alla hjältens varelser dör.
Utanför striderna förflyttas hjältarna runt i ett landskap med bland annat städer och gruvor för att utföra de uppdrag som ingår i kampanjerna, rekrytera trupper och hitta artefakter med mera.

### Fraktioner
Det finns fem typer av så kallade fraktioner i spelet, karaktäriserade av olika varelser, som kan användas för att bygga upp arméer: Haven, Sanctuary, Stronghold, Necropolis och Inferno. De två första fraktionerna (Haven, Sanctuary) är "goda", de två sista (Necropolis, Inferno) är "onda", medan Stronghold är en mer neutral fraktion. Var och en av de fem syskonen i Griffindynastin har en speciell fraktion som sin inriktning. Nedan följer en kort beskrivning av de olika fraktionerna:
- Haven är en fraktion bestående människor, ledda av änglar.
- Sanctuary är en fraktion inspirerad av asiatiskt mytologi, med varelser som kappa och drakar.
- Stronghold är en primitiv fraktion bestående främst av orcher.
- Necropolis är en fraktion bestående av odöda, det vill säga främst spöken, skelett och zombies.
- Inferno är en helvetesinspirerad fraktion, främst bestående av olika sorters demoner.

### Nya förmågor
I spelet introduceras två nya förmågor, Tears och Blood, för hjältar. Dessa förmågor har alltså inte funnits med i tidigare spel i serien.
Tears är en "god" förmåga och dess värde ökas när hjälten gör "goda" saker, så som att läka sina skadade trupper eller är "barmhärtig" och inte förföljer neutrala varelser som försöker fly, vilket spelaren får reda på genom en ruta när denne attackerar grupper av neutrala varelser som är tillräckligt mycket svagare än deras egen armé.
Blood är en "ond" förmåga och dess värde ökas främst genom att hjälten använder vissa trollformler som skadar fienden samt genom att hjälten är "skoningslös" och dödar neutrala varelser som försöker fly.